# Schule von Salerno

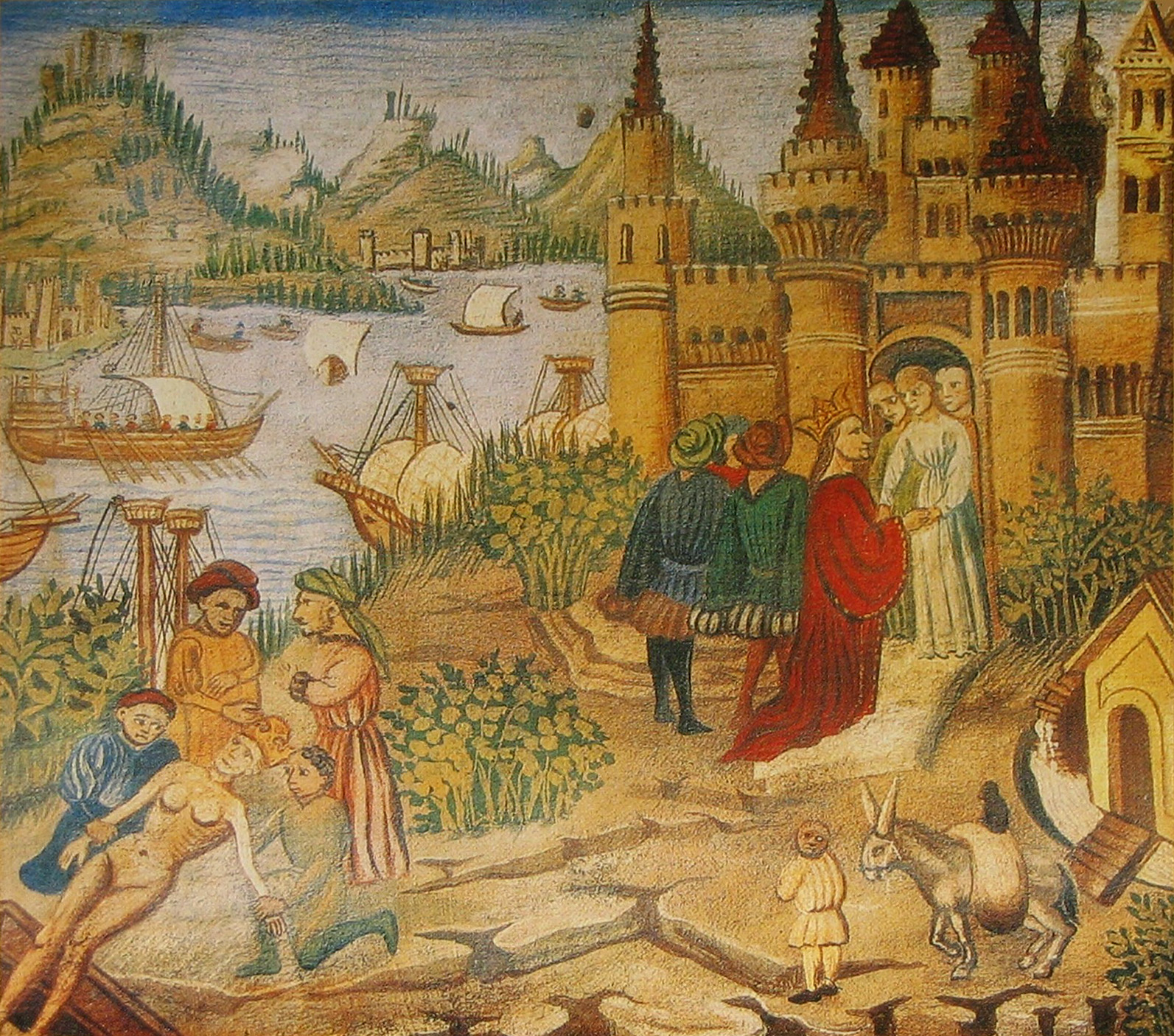
Die Schule von Salerno (Darstellung in einer Ausgabe des Kanon des Avicenna)

Die Schule von Salerno (lateinisch Schola Medica Salernitana; deutsch auch Medizinschule von Salerno, Medizinschule von Salern, Ärzteschule von Salerno und Schule von Salern sowie Salernitaner Schule) war eine im 10. Jahrhundert entstandene, Theorie und Praxis vereinigende medizinische Lehr- und Forschungsanstalt in der süditalienischen Stadt Salerno. Sie gilt als eine der ältesten Universitäten Europas. Dort entstand im 11. Jahrhundert eine eigenständige abendländische Medizin. Ihre Blütezeit hatte die Medizinschule von Salerno und damit die Salernische Heilkunde etwa von 1100 bis 1180. Im 13. Jahrhundert war sie als einzige Medizinschule im Königreich durch Friedrich II. offiziell anerkannt. Aus der Schule von Salerno ging die von etwa 1150 bis 1300 bestehende scholastische Medizin hervor.

## Geschichte
Das Benediktinerkloster Monte Cassino, wo Mönche antike Schriften kopierten, unterhielt im südlich von Neapel gelegenen Salerno ein Hospital für erkrankte Ordensbrüder. Kreuzfahrerschiffe legten in Salerno an, um dort ihre Kranken und Verletzten (wie etwa Herzog Robert aus der Normandie) pflegen zu lassen. Aus der Gruppe der Heilkundigen, der civitas salernitatis, entwickelte sich durch Ausbildung universitärer Strukturen zwischen 995 und 1087 im langobardisch geprägten Salerno eine der ersten medizinischen Hochschulen in Europa.
Mit einem aus frühmittelalterlichen, auf Galenos beruhenden Texten zusammengestellten medizinischen Handbuch, dem Passionarius (Galieni) bzw. Passionarius Galeni, straffte dessen langobardischer Verfasser Gariopont(us) den sprachlichen Ausdruck und tilgte vulgärsprachliche Züge seiner vorsalernitanischen Quellen. Der Erzbischof Alfanus von Salerno verfasste (als Übersetzer) auch medizinische Texte und trug damit zur Herausbildung einer medizinischen Fachsprache bei.
Unter Alfanus und auf Grundlage seiner und Garioponts Vorarbeiten begann die Blütezeit der um 900 entstandenen, um 990 erstmals erwähnte und sich auch als civitas Hippocratica bezeichnenden Medizinschule, auch mit Hilfe von Constantinus Africanus, einem christlich-arabischen Mediziner aus Tunesien, der umfangreich griechisch-arabische medizinische Texte ins Lateinische übersetzte und damit die medizinische Terminologie weiterentwickelte und verbreitete. Auch Constantinus’ Schüler Johannes Afflacius gehörte zu bedeutenden Vertretern der medizinischen Wissenschaft in Salerno. Inhalte der in Salerno entstandenen Texte fanden Eingang (etwa als Articella) in die medizinische Ausbildung auch außerhalb der Kathedralschulen. Die Schule von Salerno hatte ihre Glanzzeit („Hochsalerno“) vom 10. Jahrhundert bis zum 13. Jahrhundert, gefördert durch die Landesherren Roger II. und den Stauferkaiser Friedrich II., durch den die Medizinschule im Jahr 1225 die den späteren Universitäten entsprechenden Privilegien erhielt.
Eine umfangreiche Arzneimittellehre entstand mit den Büchern Liber graduum, Antidotarium Nicolai und Circa instans. Das Wissen des Apothekerstands wurde somit eigenständig und die Trennung des Arzt- und Apothekerwesens durch Friedrich II. im Edikt von Salerno gesetzlich festgelegt.
Durch die Konstitutionen von Melfi wurden die unter Friedrich II. bestehenden Verhältnisse legalisiert und die Statuten der Schule von Salerno als Ausbildungsstätte für Ärzte festgelegt. Im Jahr 1241 wurden die Statuten nochmals erweitert. Zum Studium der Medizin gehörte auch das der Philosophie. Nach der Gesetzgebung Friedrichs II. waren ein dreijähriges Logikstudium sowie ein sich über fünf Jahre erstreckendes Studium der (ins Lateinische übersetzten) Schriften von Hippokrates und Galen verpflichtend.
Im 13. Jahrhundert wurden von einem ostmitteldeutschen in Breslau, möglicherweise an der dortigen Domschule, tätigen Verfasser verschiedene salernitanische medizinische Texte in einer heute Deutsches salernitanisches Arzneibuch genannten Textsammlung erstmals (wenn auch gekürzt) ins Deutsche übersetzt. Diese Kompilation lässt sich auf acht Quellen zurückführen und enthält neben dem von Constantinus Africanus übersetzten und um eine Ernährungslehre (De diaetis particularibus) von Isaak ben Salomon Israeli erweiterten Viaticus des Ibn al-Dschazzar unter anderem eine Komplexionenlehre gemäß Avicenna, den fünften Band des Liber pantegni (dem Buch al-Malakī von ʿAli ibn al-ʿAbbas al-Madschūsi in der als Liber graduum und Adminiculum bezeichneten Übersetzung von Constantinus Africanus), einen Harntraktat, beruhend auf Urso von Salerno, sowie dem Liber iste („Platearius-Glossen“). Ein frühestens Mitte des 13. Jahrhunderts entstandenes Regimen (sanitatis) Salernitanum (auch Regimen scholae Salernitanae), ein zu den am häufigsten in lebende Sprachen übersetzten medizinischen Gedichten zählendes Konglomerat medizinischer (diätetischer) Merkverse in Hexametern, wird inzwischen als pseudo-salernitanisch angesehen und nicht mehr als Produkt der Schule von Salerno zu ihrer Blütezeit im 12. Jahrhundert.
Anatomische Studien an Schweinen mehrten das medizinische Wissen unter der richtigen Annahme, dass grundsätzliche Entsprechungen zwischen der Anatomie des Schweins und der des Menschen vorhanden sind. Das Erfolgsrezept der Schule war die harmonische Vermischung der medizinischen Wissensstände aus verschiedenen Kulturen: der griechischen, der arabischen, der westlich-lateinischen und der jüdischen.
Frauen waren sowohl als Studenten als auch als Dozenten zugelassen (siehe auch: Frauen von Salerno). 1812 erfolgte die Auflösung.
Gründungsmythos
Der Sage nach (als 1515 gedruckte Legende überliefert von dem Lyoner Arzt Andreas Turinus) kam es folgendermaßen zur „konfessionsübergreifenden“ Gründung der Schule von Salerno:

„Ein griechischer Pilger namens Pontus suchte während eines Sturms Unterschlupf unter den Bögen des Aquädukts zur Übernachtung. Ein zweiter Mann, Salernus, ein Latiner, rastete an der gleichen Stelle. Salernus war verletzt und behandelte seine Wunde, wobei er und seine Medikamente genau von Pontus beobachtet wurden. In der Zwischenzeit waren zwei weitere Reisende, der Jude Helinus und der Araber Abdela, hinzugekommen. Sie kümmerten sich gemeinsam um die Wunde. Schließlich kamen die vier überein, eine Schule zu gründen, in der ihre Kenntnisse gesammelt und verbreitet werden sollten.“

Die vier „Meister“ (Pontus, Salernus, Elinus und Abdallah) repräsentieren die vier damaligen Wissenschaftssprachen Griechisch, Lateinisch, Hebräisch und Arabisch. Zudem sollen auch Frauen, so Trotula, an der Lehre in Salerno beteiligt gewesen sein.

## Ablauf der Ausbildung
1240 erließ Friedrich II. eine Verordnung, die das medizinische Studium regelte. Die 1224 von ihm gegründete Universität von Neapel entwickelte sich zur Rivalin Salernos.

Der Lehrplan bestand aus:
- 3 Jahre Logik,
- 5 Jahre der Medizin (einschließlich der Chirurgie und der Anatomie einschließlich der Autopsie menschlicher Körper),
- 1-jährige Praxis bei einem Arzt

Die Schule von Salerno war neben der Medizin auch Unterrichtsstätte für Philosophie, Theologie und Recht. Manche betrachten die Schule von Salerno, die erste medizinische Lehr- und Forschungsanstalt Europas, als die erste Universität, die je gegründet wurde, obwohl sie die Bezeichnung „Universität“ nie trug.

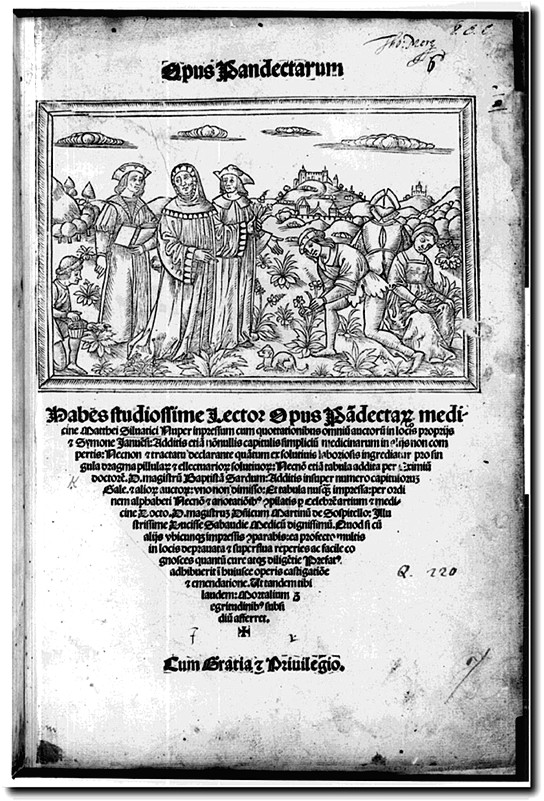
Ein wichtiges, aber bislang kaum erforschtes Dokument ist der Liber pandectarum medicinae (Druck: Venedig 1474) des spätsalernitanischen Arztes Matthaeus Silvaticus (* um 1285; † 1342). Er nennt neue Pflanzen, die sich bislang nicht im schriftlich fixierten Arzneischatz fanden, wie z. B. Angelica archangelica L.

## Ärzte und Persönlichkeiten im Zusammenhang mit der Schule

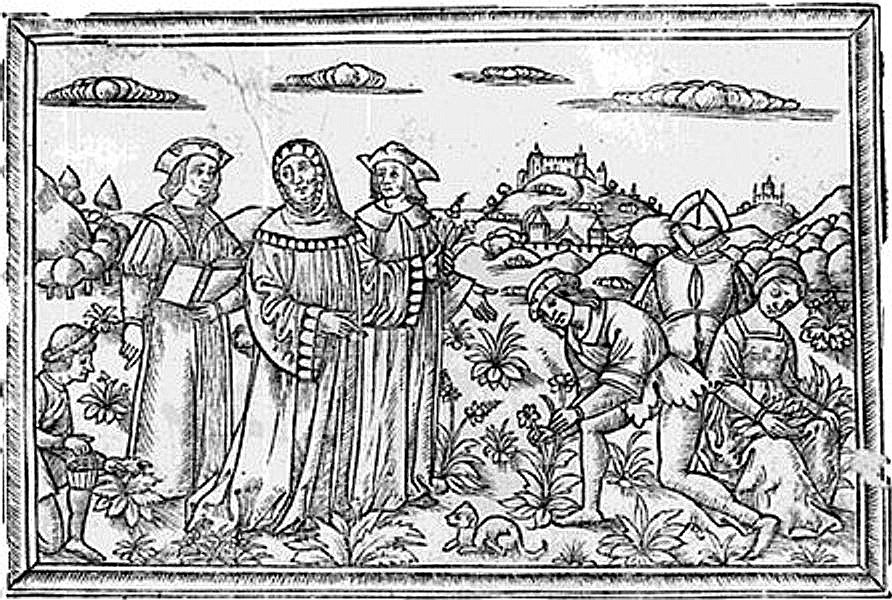
Matthaeus Silvaticus und seine Schüler im botanischen Garten

- Gariopontus (auch Warimbod und Guarimpot) (in der 1. Hälfte des 11. Jahrhunderts tätig), Arzt und Subdiakon, Verfasser des Passionarius (Galieni), einer Bearbeitung des Werks von Galen (Zudem über Aurelius-Escolapius auf Inhalte des Caelius Aurelianus und somit Soran zurückgreifend[42])
- Alfanus von Salerno (* um 1015; † 9. Oktober 1085), Übersetzer medizinischer Schriften später Erzbischof von Salerno.
- Constantinus Africanus (* in Karthago; † vor 1098/99 in Montecassino), erster Übersetzer arabischsprachiger Autoritäten
- Johannes Afflacius (* ~1040; † ~1120 in Neapel), Übersetzer medizinischer Werke und Mönch[43]
- Bartholomäus von Salerno (12. Jahrhundert), Nachfolger von Constantinus Africanus
- Nicolaus von Salerno, genannt auch „Nicolaus Praepositus“ (12. Jahrhundert),[44][45] Verfasser des Antidotarium Nicolai
- Copho (frühes 12. Jahrhundert), Verfasser einer Fieber- und Krankheitslehre
- Trota von Salerno (frühes 12. Jahrhundert), Autorin einer Practica und einem der Texte des nach ihr benannten Trotula-Ensembles
- Johannes Platearius der Ältere (Ende des 11. Jahrhunderts), früher als Ehemann Trotas angesehen und vermutlich Vater des Matthaeus Platearius[46] und des Johannes Platearius der Jüngere. Als Name der Familie findet sich auch „de Platea“.[47]
- Johannes Platearius der Jüngere (12. Jahrhundert), Autor des (im 14. Jahrhundert, um 1330, durch den Flamen Jan Yperman im Werk Medicine (lateinisch De medicina) unvollständig übersetzten, kritisch bearbeiteten und ergänzten) zwischen etwa 1125[48] und 1135 verfassten, 71 Kapitel umfassenden Traktats Practica brevis (bzw. Curae [Platearii], Originaltitel in der verschollenen Leithandschrift). Sohn von Johannes Platearius dem Älteren.[49][50]
- Matthäus Platearius, Bruder oder Neffe von Johannes Platearius dem Jüngeren, möglicherweise Verfasser des Circa instans[51]
- Archimatthäus von Salerno, Autor mehrerer Schriften, evtl. ident mit einem Matthäus Platearius
- Petrus Musandinus (* ~1090 in Salerno ; † 1150), Verfasser einer Krankendiät, Schüler von Bartholomäus von Salerno und dessen Nachfolger
- Romuald von Salerno (* vor 1115; † um 1181), Arzt und ab 1153 Erzbischof von Salerno
- Maurus von Salerno (* um 1130; † 1214) Schüler von Petrus Musandinus (und dessen Nachfolger) und Matthaeus Platearius
- Petrus de Ebulo († vor 1220)[52]
- Urso von Salerno († 1225)
- Gilles de Corbeil (* um 1140; † um 1224) Schüler von Maurus von Salerno
- Giovanni da Procida (1210–1298) als Schüler
- Matthaeus Silvaticus (* um 1285; † 1342)